# 8865 Якіймо
8865 Якіймо (8865 Yakiimo) — астероїд головного поясу, відкритий 1 січня 1992 року.
Тіссеранів параметр щодо Юпітера — 3,192.
Названо на честь Якіймо (яп. やきいも).